# Antônio Emiliano de Sousa Castro
Antônio Emiliano de Sousa Castro, primeiro e único barão de Anajás, (Belém, 1847 — Belém, 1929), agraciado com o título em 20 de outubro de 1888 foi um médico e nobre brasileiro.
De importante família estabelecida no Pará, formou-se na Faculdade de Medicina do Rio de Janeiro, tendo exercido a profissão em Belém. Casou-se com Mirandolina Fernandes, nascida em 1856 no Pará e falecida em 10 de março de 1910, foi um dos fundadores da Faculdade de Medicina e Cirurgia do Pará, tendo sido seu primeiro diretor.
Foi pai de Antônio Emiliano de Sousa Castro, médico clínico, professor catedrático da Faculdade de Medicina do Pará, deputado estadual e federal, governador do Pará e senador.